# Морска звезда (сериал)
Морска звезда (на турски: Deniz Yıldızı) е турски тийндрама сериал, излязъл на телевизионния екран през 2009 г.

## Актьорски състав
- Гюнеш Емир – Дениз
- Корай Еркьок – Мерт
- Бегюм Топчу Турай – Бану
- Джантуг Турай – Мелих
- Серхат Налбантоглу – Бахри
- Башак Акбей – Пелин
- Туан Туналъ – Йозгюр
- Мелтем Байток – Икбал
- Артемис Караман – Мехвеш
- Чаадаш Сертер – Суна
- Нермин Уур – Сабиха
- Бюшра Ертюрк – Айше
- Джихан Есен – Юсуф
- Йълдъръм Шимшек – Казъм
- Илай Тирияки Белман – Гизем
- Мерт Йогут – Енгин
- Певрин Балджъ – Шюкран
- Осмен Язъджъоглу – Сарп
- Берке Юнал – Ефе
- Баръш Онан – Зафер
- Догукан Йозман – Фуат
- Емре Игдемир – Озан
- Хазал Филиз Кючюккьосе – Гьозде
- Лале Башар – Берна
- Нилпери Шахинкая – Ханде
- Толга Теджер – Мустафа

## В България
В България сериалът започва на 8 октомври 2010 г. по bTV и спира на 26 април 2011 г. Излъчен е само първи сезон. Ролите се озвучават от Живка Донева, Даниела Сладунова, Момчил Степанов и Александър Митрев.
На 28 януари 2012 г. започва повторно излъчване по bTV Lady и завършва на 20 юни.